# 法赫德国王体育城
法赫德国王体育城（阿拉伯語：مدينة الملك فهد الرياضية）是一個位於沙特阿拉伯首都利雅德的一個多功能體育場，於1987年開幕。目前主要用於足球比賽，作為希拉爾和艾沙比的主場，以及田徑比賽等其他體育活動。
這座體育場的建設成本約為19.12億沙特里亞爾（約5.1億美元），體育場的屋頂面積為47,000平方英尺，周圍由24根柱子支撐，呈247米直徑的圓形排列，形成一個傘狀效應，為觀眾遮蔽炎熱的天氣。

## 歷史
體育場建於1987年，1989年舉辦國際足協世界青年錦標賽並成為決賽比賽場地。
在2017年9月，作為沙特2030年願景的一部分，為慶祝沙特阿拉伯建國87週年舉行音樂會和表演活動，這是首次允許女性進入體育場觀看比賽；1992年國際足協聯同沙特阿拉伯舉辦「法赫德國王盃」，即是國際足協洲際國家盃前身，法赫德國王國際體育場成為1992年，1995年及1997年三屆賽事的決賽場地。
這座體育場的首個大型音樂活動是在2019年10月11日舉辦的韓國男子音樂團體防彈少年團的愛自己世界巡迴演唱會，亦是他們在中東地區的首場演唱會，當時有31,899名觀眾觀看了這場音樂會。此外，這座體育場還在2019年10月31日舉辦了WWE的"Crown Jewel"比賽。
2022年1月，體育場舉辦2021–22年西班牙超級盃所有比賽，最終由皇家馬德里贏得冠軍，準決賽由巴塞隆拿迎戰皇家馬德里是歷年來首次在西班牙境外進行的西班牙國家打吡。
2023年1月15日，體育場舉行2022–23年西班牙超級盃決賽，由巴塞隆拿贏得冠軍。三天後還舉行2022年意大利超級盃，由AC米蘭和國際米蘭對壘。